# AN/ALQ-99
AN/ALQ-99 är en amerikansk störsändare avsedd att bäras av dedicerade telekrigflygplan som EA-6B Prowler, EA-18G Growler och EF-111A Raven. Till skillnad från exempelvis AN/ALQ-131 som är avsedd för självskydd är AN/ALQ-99 tillräckligt avancerad och kraftfull för att kunna utföra både eskortstörning och avståndsstörning.

## Konstruktion
Alla varianter utom ALQ-99E består av en kapsel med internt utrymme för två störmoduler. Kapseln har en propellergenerator i nosen som förser de ingående komponenterna med elkraft. Modulerna är integrerade enheter med störmodulator, sändare och antenn. Antennen sitter på modulens undersida och är vridbar 360° horisontellt. Beroende på modulens frekvensområde är antennen antingen en fasstyrd matris eller ett vågledarhorn. Förutom de tidigaste varianterna innehåller kapseln även en centralkalkylator. Eftersom varje kapsel bara har plats för två moduler behövs flera kapslar för att ge full frekvenstäckning.
AN/ALQ-99E skiljer sig från de övriga modellerna på flera punkter. Det är inte en extern kapsel, utan är internt monterad i vapenutrymmet på EF-111A Raven. Modulerna sitter monterade på tvären vilket gör att upp till tio stycken får plats. Antennerna på modulernas undersida sticker ut utanför vapenutrymmet och skyddas av en gondol.
AN/ALQ-99 brukar ofta förknippas med den bulb som sitter på stjärtfenan på både EA-6B Prowler och EF-111A Raven. Bulben innehåller dock bara mottagarantenner för AN/ALQ-99 för att ge full täckning även i höjdled. Huvuddelen av utrymmet i bulben tas i stället upp av AN/ALR-62 radarvarnare och AN/ALR-23 robotvarnare (EF-111A) eller AN/ALQ-126 och AN/ALQ-86 (EA-6B). I EA-6B integreras alla dessa delar i systemet AN/ALR-42 System Integration Receiver (SIR).

## Användning

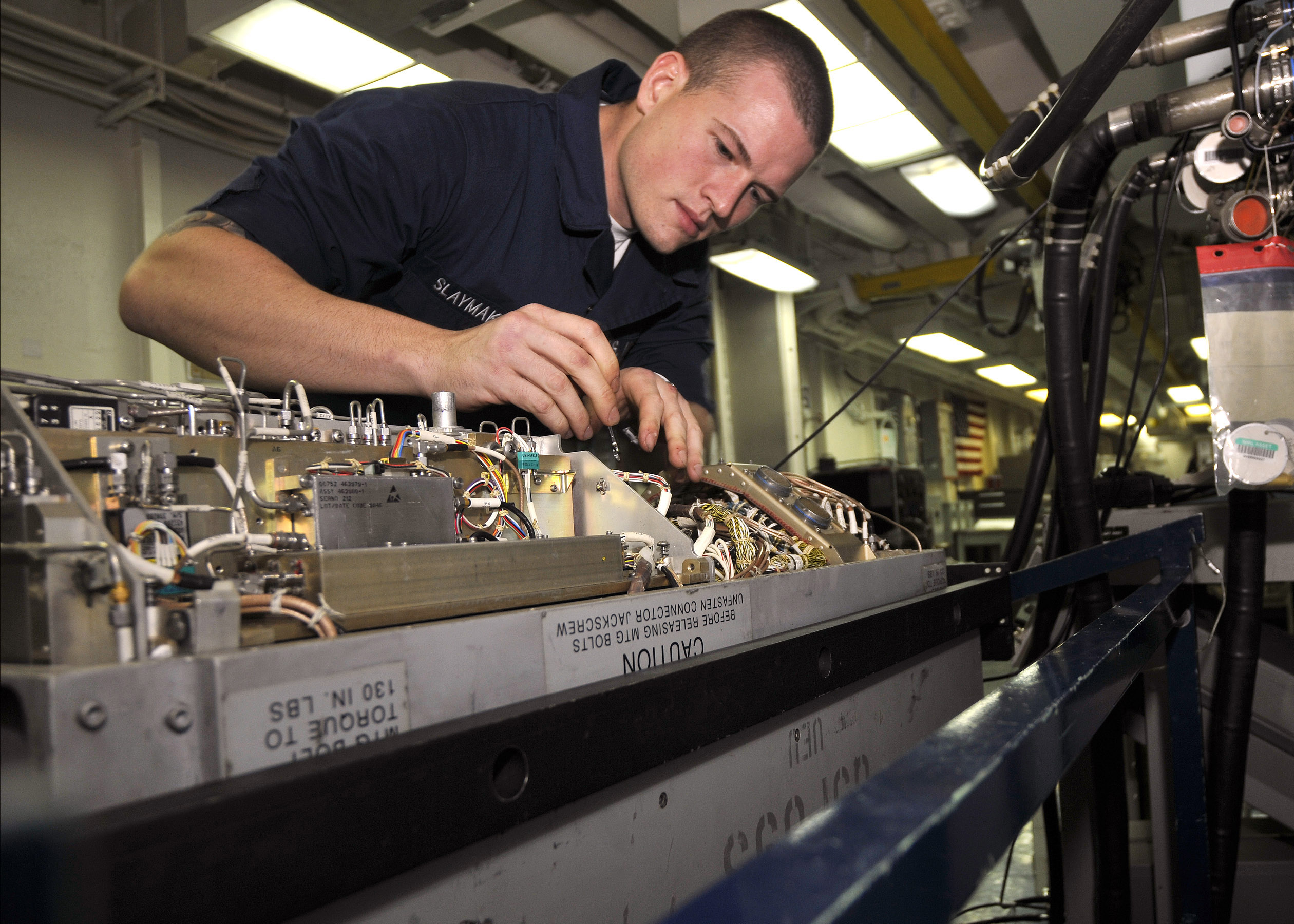
En sjöman utför underhåll på en AN/ALQ-99 ombord på.

Sedan 2019 används AN/ALQ-99 enbart av EA-18G Growler i USA:s flotta och Australiens flygvapen. Systemet har tidigare använts på EA-6B Prowler tillhörande både flottan och USA:s marinkår samt av EF-111A Raven från USA:s flygvapen. EA-6B och EA-18G kan bära upp till fem kapslar (två under vardera vinge samt en under flygkroppen).
Systemet har använts i Vietnamkriget, operation El Dorado Canyon 1986, Gulfkriget 1991, flygbombningarna av Jugoslavien 1999, Irakkriget samt operation Odyssey Dawn 2011.
Prov av störsystemet i EF-111A mot bland annat Boeing E-3 Sentry och McDonnell Douglas F-15 Eagle visade att systemet var mycket effektivt. Den maximala räckvidden för bakgrundsstörning på hög höjd var 400 km och för eskortstörning på låg höjd 50 km. Grumman hävdade att endast fem stycken EF-111A skulle kunna lamslå Warszawapaktens luftförsvar från Östersjön till Adriatiska havet. För att möta hotet utvecklade Sovjetunionen signalsökande robotar till S-300 som var kapabla att slå ut EF-111A genom att söka sig mot störsändarna.

## Varianter
- AN/ALQ-99A (BASCAP) – Första modellen införd 1972. 10,8 kW uteffekt, men frekvensomfånget begränsat till 64 – 400 MHz samt 1,5 – 4 GHz.[4]
- AN/ALQ-99B (XCAP) – Andra modellen införd 1973. Uteffekten begränsad till 6,8 kW men heltäckande frekvensomfång från 0,25 till 10 GHz. Dessutom möjlighet till inspelning av radarsignaler för afterhandsanalys.[4]
- AN/ALQ-99C (ICAP) – ALQ-99B anpassad att användas tillsammans med centraldatorn AN/AYA-6B för automatisk störning. Införd 1976.[4]
- AN/ALQ-99D (ICAP II) – Som ALQ-99C med en integrerad centralkalkylator AN/AYK-14. Dessutom infördes tre nya moduler; en för brusstörning på flera frekvensband samtidigt med en uteffekt på 1 kW/MHz, en gemensam modul för alla frekvenser under 1 GHz (Low Band Transmitter, LBT) samt en modul för I/J-band (8 – 20 GHz). Införd 1983.[4]
- AN/ALQ-99E – Variant tillverkad för att användas på EF-111A Raven. I stället för externa kapslar för två moduler på längden är ALQ-99E avsedd för intern montering i vapenutrymmet. Den kan ta upp till tio moduler monterade på tvären. Modulernas antenner skyddas av en gondol på undersidan av flygkroppen. Införd 1981.[3][4]
  - AN/ALQ-99E SIP – Moderniserad variant av ALQ-99E med motsvarande förbättringar som ADVCAP. Skulle ha införts 1994, men oplanerade kostnadsökningar gjorde att flygvapnet i stället valde att avveckla EF-111A.[4]
- AN/ALQ-99F (ADVCAP) – Förbättrad modell kapabel att störa även komplexa vågformer och frekvenshoppande radar. Även en modul för kommunikationsstörning baserad på AN/ALQ-149 införs. Den kan även användas mot VHF-radar som de sovjetiska P-12 och P-18 (NATO-rapporteringsnamn Spoon Rest). Införd 1996.[4]
- AN/ALQ-99 block 89 (ICAP II+) – Äldre modeller uppgraderade till ICAP II-standard. Skillnaden mot ALQ-99D är att centraldatorn AN/AYK-14 nu är implementerad som system-on-a-chip. Ombyggnaden genomfördes 1998–1999.[4]